# Sărcia, Banatul Central
Sărcia (în sârbă Sutjeska, în maghiară Szárcsa és Szárcsatelek, în germană Deutsch-Sartscha und Neu-Sartscha, altă variantă în română Sărăcea) este o localitate în Districtul Banatul Central, Voivodina, Serbia.
Satul Sutjeska se află în Banatul Sârbesc, în comuna Sečanj, la aprox 18 km de frontiera cu România, pe drumul regional Zrenjanin-Vârșeț, la 24 km. de Becicherecu Mare (Zrenjanin).

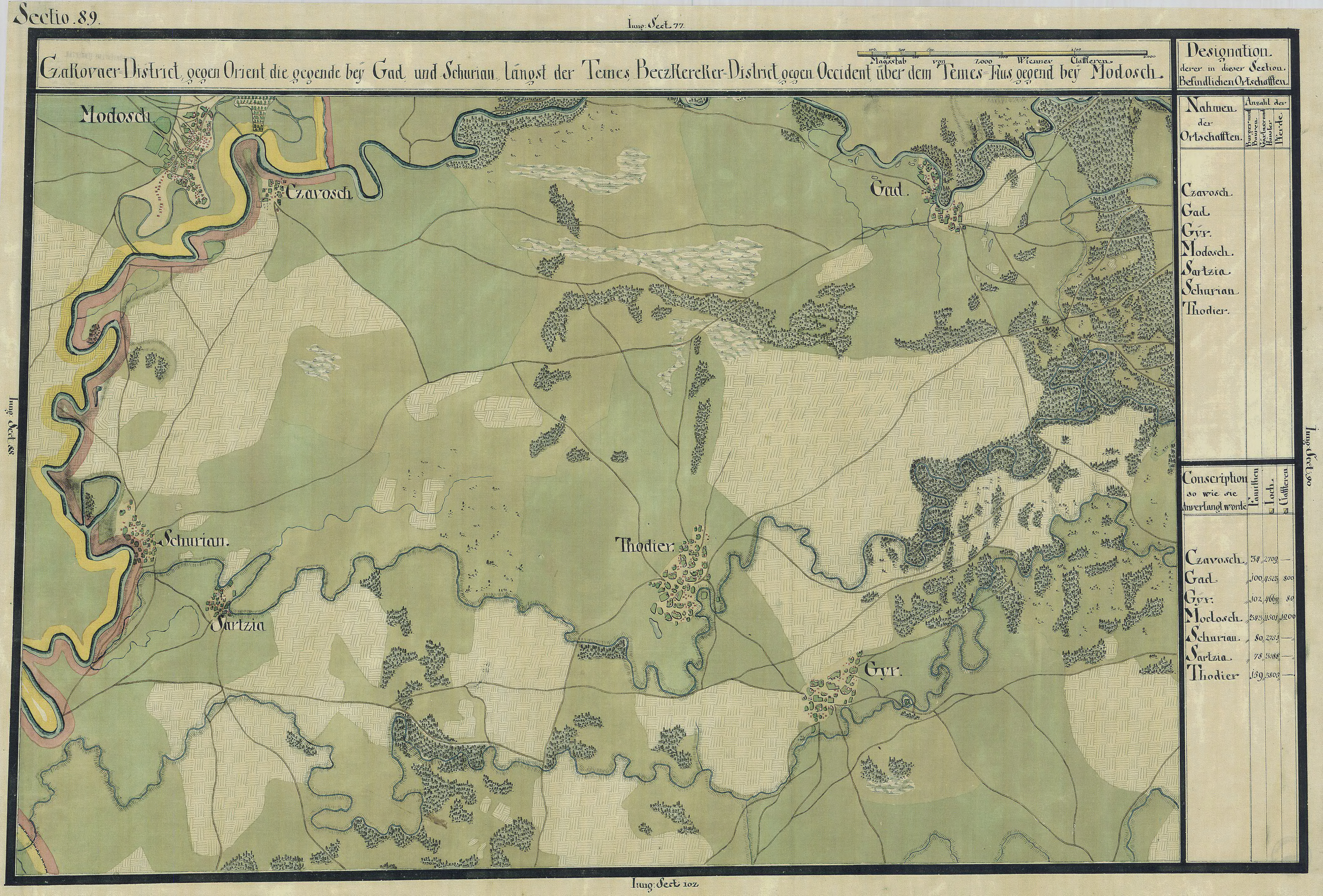
Sărcia în Harta Iosefină a Banatului, 1769-72

Sărcia nu are o dată cunoscută pentru întemeiere, dar s-au găsit urme din epoca romană (S.Borovzky, Tor.vm, p. 113, 305). Prima atestare documentară - din anul 1333 cu numele Zoruca. În 1338 purta numele de Szarchatelek, adică cătunul Sărcia. Primul loc era lîngă satul Șurian, la locul numit Șâbova, la cca 25 km. în amonte de locul actual, pe malul stâng al Timișului. Aci se amintesc și două colonizări (în 1552 și 1767) de români ardeleni de pe Valea Mureșului, așa că românii sărcienți sunt de origină bănățeano - ardelenească. De aici se mută, pe la 1780, la locul numit Mălăiște, din hotarul de astăzi al satului. Pe locul actual, pe malul drept al Timișului (la cca. 1 km.de râu) s-au stabilit în jurul anilor 1784-1786. Sărcia actuală se află la cca.25 km. depărtare de Becicherecu Mare, cel mai apropiat oraș, pe șoseaua magistrală și calea ferată Zrenjanin - Vrsec. În anul 1803 lângă români au fost colonizați germani, așa că existau două Sărcii, două sate aparte, dar de fapt arătau ca unul singur. Așa e și azi. Sărcia locuită de români se numea Sărcia Română, iar cea locuită de germani, Sărcia Germană. Sărcia Română a mai avut și numele de Sărcia Nouă (din 1924), iar Sărcia Germană a rămas doar Sărcia.
Spre sfârșitul celui de al II-lea Război Mondial germanii au fost alungați, iar după terminarea războiului în locul lor au fost colonizați sârbi, așa că din anul 1947 cele două Sărcii se unifică și satul primește numele de Sutiesca (numită după bătălia de la Sutjeska din Bosnia intre partizanii Iugoslavi și forțele naziste ale Germaniei), cu toate că românii îi spun și acum Sărcia. Căci, Sărcia sună cu totul românește, așa cum spune și Erne Maroc, maghiar din Sărcia, într-o lucrare despre acest sat.
Satul cuprinde cca. 184 ha de intravilan, hotarul are cca. 4.900 ha, iar altitudinea este de 78–83 m.
Prima biserică ortodoxă, pe locul actual, românii și-au construit-o în anul 1796, iar clădirea care dăinuie și astăzi, în 1896. Nemții au avut biserica lor din 1818 pînă în 1958, cînd a fost lovită de trăsnet, iar apoi demolată. În momentul de față și sârbii au o biserică (încă neterminată).
În anul 1869 în cele două Sărcii au fost 2838 locuitori, dintre care 1606 români, iar restul nemți (și alții). În 1948 au fost în total 2667 locuitori, dintre care 1404 sârbi, 1092 români (și alții), în 1991 au fost 1979 dintre care 1115 sârbi, 672 români (și alții), iar în 2002 au fost în total 1776 locuitori, dintre care 1046 sârbi, iar români doar 491 (ceva maghiari și alți).
Satul are, în momentul de față, toate străzile asfaltate, trotuarele din beton, stațiune sanitară (cu medic, dentist, farmacie), poștă (cu centrală telefonică digitală), moară, pescărie, mai multe prăvălii, școală cu opt clase (în limba română doar patru clase), activitate culturală bogată, dar și mari succese ale fotbaliștilor,etc. A mai existat în sat o cărămidărie și o cunoscută fabrică de pluguri (Krischman).
Românii sărcienți au avut cor încă la sfârșitul secolului XIX, activitate teatrală de prin 1920, din 1929 fanfară, în 1997 cor mixt, recitatori buni, dansatori, instrumenitiști și soliști vocali. În sat există o societate cultural-artistică, o filială a Comunității Românilor din Serbia, în cadrul căreia a apărut (din 1995 până în 2002) o publicație a românilor de aici, numită Sărcia. Încă în anii 1920  la Sărcia s-au putut viziona și filme.
Actuala clădire a școlii este ridicată în anul 1928, ca apoi în 1978 să se mai adauge câteva încăperi. Din 1957 școala românească și cea sârbească se unifică.
În sat a trăit și Erne Marok, care a fost parlamentar al Austro-Ungariei și al Iugoslaviei, a scris mai multe cărți, iar în 1911 a construit o centrală electrică (prima centrală electrică sătească din Banat).

## Istoric
Ca să scrieu câte ceva despre Sărcia, trebuie neapărat să fac o mică incursiune în timp.
Pe aceste pământuri, omul a pășit în epoca diluvială, în urmă  cu 10.000 de ani când, prin acele păduri și băltoace  au circulat mamuții. Feliks Milleker spune în „Cronicile comunelor dunărene”  că, cu ocazia săpării Canalului Morăvița,  în apropiere de Mărghita, între anii 1878-1901 s-a aflat rămășițele unui schelet de mamut care acum se păstrează  la Muzeul din Vârșeț.
Pe 27 iulie 1552 turcii trec Dunărea și ocupă Timișoara și toată  regiunea. Sub asuprirea lor, viața devine foarte grea. Localități organizate nu au existat. Oamenii au trăit care cum a apucat, fiind nomazi. În anul 1716, când armata turcească  a fost zdrobită și turcii alungați peste Dunăre de către prințul Eugen de Savoya, situația se schimbă  puțin. Se reface Patriarhia de Peci (Pečka Patrijaršija) iar popoarele pravoslave obțin dreptul de a-și clădi biserici și înființa episcopii.
Împărăteasa Maria Terezia dă  să se sape Marele Canal Terezian (acum DTD). Tot în această perioadă se îndreaptă și albia râului Timiș, apele fiind îndreptate prin el spre Panciova și Dunăre. Prin desecarea lacurilor și a băltoacelor, obține pământ arabil pe care îl împarte populației de diferite naționalități ca să-i lege de pământ și agricultură.  Așa  formează  Granița militară care s-a întins dealungul Dunării. Oamenii colonizați au devenit și soldați având datoria să lupte împotriva năvălirilor turcești. Nici sub domnia Împărătesei Maria Tereiza, dar nici sub cea a lui Franc Jozef, viața nu a fost ușoară. Sub domnia lor, pe lângă popoarele amintite, au fost aduși coloniști germani. În anul 1796 în Șupleia vin nemți,  în Boka și Neuzin au venit croați iar în anul 1801, sârbii din Sečanj au trecut în Samoș ca în 1802 în Sečanj să vină nemți. În Sărcia română, nemții se colonizează în 1801.
Românii au fost primii care au populat aceste regiuni iar Zoruca, viitoarea Sărcie este amintită încă  în 1333.
Feliks Milleker nu a ilucidat ideea de ce, din anul 1924, Sărcia română  este Sărcia nouă. 
- 1333 – Zoruca (Zoruka)
- 1717 – Sărcia (Szarcsa)
- 1801 –Romanszarcsc
- 1924 –Sărcia nouă

Sărcia (Sutjeska) a fost și este o localitate mixtă, situată  în zona centrală a Banatului sârbesc, pe șoseaua asfaltată  Zrenjanin-Vârșeț la 25 de km. de Zrenjanin. Cândva aici au trăit români și germani iar acum români și sârbi.
După Feliks Milleker, în anul 1333 este amintită localitatea Sărcia (Zaruca), care aparținea comitatului (denumire maghiară  a timpului acela) sau districtului Timiș. Prin anul 1760 s-a  aflat la partea de sudest a localității Šurjan pe un dâmb sau o terasă cu teren stepos, puțin mai ridicat, numit Șâbova care și astăzi se mai amintește ca, Sărcia veche. Pe acest teren s-au reținut câtva timp ca apoi să fie  transferați de Imperiul Habzburgic dar și în căutarea condițiilor de trai mai bun, pe partea dreaptă a râului Timiș, mai bine zis la 1 km. de acesta, unde se află și astăzi și, la o distanță de aproximativ de 25 de km. de localitatea veche. Satul este așezat pe crestătura sau vârful care se îngustează în partea de sud ce duce spre Timiș. Astfel de poziție are două priorități. Prima este aceea că asigură diferite posibilități de cultivare a pământuluI agricol și apoi continuarea dâmbului și întinderea terasei spre râu este o a doua prioritate. Terasa îngustată astăzi este mai puțin folosită. În teacut, în partea de sud a satului, a existat peste Timiș un pod apoi un pod umblător (schelă) care a dus spre Neuzin. Acum acest drum nu mai circulă.
În anul 1717, colonia nou-formată,  Szarcsa sau Sărcia a avut 12 case ca, în anul 1727, să se micșoreze la numai 9 case. Din anul 1716, această comună a aparținut districtului Becicherechiului Mare. În anul 1767, aici se colonizează 50 de familii de români din Ardeal, valea Mureșului, astfel că străbunicii sărcienilor, în mare parte sunt ardeleni.  În anul 1773, localitatea are deja 73 de case. Szarcsa sau Sărcia, ca și multe alte colonii nou înființate, în anul 1779, aparține plasei nou formate a Districtului Torontal. Districtul Torontal a avut sediul la Becicherechiul Mare și i-au mai aparținut orașele Covin, Kikinda și Biserica Albă cu împrejurimea. Matija Šalić, în anul 1781, de la Împeriul Habzburgic, cumpără această comună dar cum nu poate face față obligațiilor necesare este nevoit să o restitue. În anul 1786, aceeași Cameră, dă ordin pentru  transferul  localității pe locul Mălăiște unde se află și astăzi. Populația a fost mereu în creștere. În anul 1832, Săria a avut 1222 de locuitori dintre care 1162 pravoslavi, 148 catolici, 4 evangheliști  și 8 reformatori. Numătul s-a ridicat la 87 de gospodării și tot atâtea case. Din anul 1848 aparține plasei Modoș. În 1854 au fost înregistrați 1390 de locuitori iar hotarul comunal a avut în posesie 1009 jugăre de pământ pe când cel alodial (privat) 1088 de jugăre. Numărul locuitorilor, de acum, variază. După recensământul din 1921 sunt 1350 de suflete dintre care: 3 sârbi, 1312 români, 23 germani și 12 magheari. Din 1919 Sărcia, din nou aparține Districtului Torontal.
În anul 1794, și-au construit o bisericuță din lemn și pământ bătut, acoperită cu stuf și cu un singur clopot, așezat pe un scaun de lemn în fața ei. A fost sfințită doi ai mai târziu. Aproape o sută de ani, enoriștii sărcieni, și-au oficiat slujbele religioase aci. Bisericuța de lemn și două străzi ale satului, în vara anului 1894, au fost mistuite de flăcările unui incendiu groaznic.
Pe locul  bisericii vechi, în anul 1896  construiesc un nou lăcașe sfânt mai mare și mai frumoasă și bineînțeles din material rezistent. Sfințirea a fost săvârșită de către episcopul Ioan MEȚIANU în ziua Sf. A. Petru și Pavel. Hramul biserii este Sf. M. M. Dimitrie.
Școala, zidită, probabil, în anul 1928, a fost școală confesională. Împreună cu biserica au avut în posesie două case, una lângă biserică, cu o locuință pentru preot și o sală de clasă și cealaltă la colțul străzii (intersecția străzillor Borisa Kidriča și INA) la fel cu o sală de clasă și o locuință. Aci, până prin anii cincizeci ai secolului trecut, a stat preotul Gherasim Andru.
Din anul 1801 localitatea aparține comitatului sau districtului croat.  Posesorul Anton Mandić, în partea de nord a coloniei românești, înființează o colonie nouă. Coloniștilor nou veniți le împarte 31 de sesii sau loturi de pământ. O sesie sau un lot a cuprins 24 de jugăre de pământ arabil, 6 jugăre de fânețe, 3 jugăre pășune și un jugăr pentru casă. Din acest moment au existat două Sărcii.

## Romanszarcsa  (Sarcea Română) și Nemet-Szarcsrcsa (Sarcea Germană).
În ceea ce privește forma satului, a străzilor pe cum și locul caselor, deși satul a fost mixt, deosebiri aproape că nu au existat. Localitatea este construită pe principiul construcției satelor din secolele 18 și 19 din care cauză forma este neregulată având aspect de grilaj sau gratii. Diferența între partea de sud, cea românească și cea de nord, cea germană, este doar aceea că la sud, în partea românească, străzile sunt mai largi și distanța între case mai mică pe când la nord este invers. Străzile în sud s-au format pe porțiunea de vârf de pământ care s-a strâmtat, pe când la nord fiind mai mult spațiu, curțile și grădinile sunt mai largi. Strada principală a satului românesc (astăzi JNA) adânc s-a înfipt în creasta diluvială a terasei încât a primit o formă dreaptă și o lungime mai mare.
Așa cum s-a amintit, la nord de Sarcea română, în anul 1801, Anton Mandić a colonizat terenul cu coloniști germani cărora le-a împărțit 31 de sesii sau loturi de pământ. Și coloniea nou înființată, Nemet Szarcsrcsa (Sarcea Germană) a  aparținut, ca și Sarcea română, districtului croat. În anul 1804 a primit o capelă provizorie și preot. Pe data de 27 februarie 1805, capela a fost sființită. Cum în această perioadă, teritoriile trec sub domnia maghiară, în anul 1818, casieria maghiară construește o biserică nouă. Se spune că a fost una dintre cele mai frumoase biserii de pe teritoriul acela populat cu germani. A fost înconjurată de un parc frumos în jurul căruia s-a format centrul. Pe la mijlocul secolului trecut a fost nimerită de un fulger după care a fost mistuită de flăcări. În anul 1958, ruinele ei au fost înlăturate iar astăzi pe aci trece șoseaua asfaltată care duce spre Krajšnik (Șupleia).
În anul 1811 au fost 893 de suflete. După recensământul din 1832 în sat au trăit 796 de rimocatolici și 6 locuitori pravoslavi care au fost renumiți prin creșterea cailor. În anul 1854 numărul s-a mărit la 972 de locuitori iar hotarul comunal a avut în posesie 1082 de jugăre de pământ pe când cel alodial (privat) 3347 de jugăre.
În posesie particulară, pe principiul vaporilor de apă, în anul 1889 a fost construită o moară de măcinat grâul. Cum, în permanență a fost apă caldă, în încăperile morii au fost construite două cabine cu dușuri. Una a servit pentru necesitățile proprietarului, Erne Marok, și angajaților morii iar cealaltă, unor  muncitori. Cabinele acestea au funcționat până aproape de anii 60 ai secolului trecut. Sărcia a primit curent electric în anii 1910-1911. El s-a difuzat de la moară. Prima dată a fost electrificată gara de tren apoi unele case din Sărcia Germană ca să ajungă, după un timp, și în partea românească a satului. Străzile nu au fost luminate. Mai târziu, curentul electric a fost transmis de un tractor imens,  montat într-o casă vis-a-vis de școala germană și s-a difuzat de la ora 7 și până la ora 10 seara și de la 5 la 7 dimineața. Pe parcursul anilor s-a electrificat satul întreg.
Calea ferată Veliki Bečkerek (Zrenjanin)-Mărghita a fost dată în folosință pe 4 mai 1889 iar Mărghita- Vârșeț 1 iulie 1891. Drumul de fier a trecut prin partea de nord a comunei Sărcia iar gara de tren a fost deschisă pe 4 mai 1899. În anul 1872 localitatea a primit economie de piață. Banca sărciană DD a fost înființată în anul 1925 iar atelierul de construcție a plugurilor „Krischem”, „Plugul” a început să funcționeze în 1908. În 1926 și-a început activitatea fabrica de cărămidă.
După recensământul din 31 ianuarie 1921 în Sarcea Germană  au fost 1465 de locuitori: 13 sârbi, 44 români, 1179 nemți, unguri 208 și alții 21.
La sfârșit să mai adăugăm că ocupația de bază,  în ambele Sărcii, a fost agricultura. Odată cu construirea fabricii de zahăr de la Zrenjanin, locuitorii s-au orientat tot mai mult pentru cultivarea sfeclei de zahăr.

## Aportul preotului Gherasim Andru la viața culturală a satului
Este cunoscut faptul că localitatea Sărcia s-a aflat în apropierea satului Șurijan, că au avut o parohie comună și au aparținut Protopopiatului Ciacova. Slujbele religioase s-au oficiat în limba slavonă de către preoții Simeon Adamovici și Nicodim Lansovici într-o casă închiriată. Prin anii 1760 Sărcia s-a aflat încă pe locul numit Șâbova din apropierea Șurianului. Mai târziu, prin decrtul Imperiului Habzburgic se mută pe locul de astăzi numit Mălăiște. Aci și-au construit, în anul 1794, o  bisericuță din lemn și pământ acoperită cu stuf. A fost sfințită doi ani mai târziu dar  a fost mistuită în marele incendiu din vara anului 1894. Ca preot în timpul acela se amintește  Grigorie Petrovici urmat de alți preoți pe cum: Janko Trailovici, Nicolae Popovici, Andrei  Bugariu, Pavel Martinovici ca, în anul 1872, să vină Pavel Condan fiu al satului. După el vine Ljubomir Nestorovici (1883-1906) cel care, cu ajutorul credincioșilor sărcieni, a construit actuala biserică și care a fost sfințită în același an, 1896. O contribuție aparte a aparținut preotului Paul Tempea din Toracul-Mare care  a fost, pe atunci, vicar protopopesc de Banat-Comloș și inspector al școlilor confesionale ortodoxe române. Urmează apoi Ljubomir Nestorovici și Valeriu Magda ca în anul 1914 să vină Gherasim Andru(1890 -1957) care a servit altarul sfânt ani în șir, până la moarte. Acest preot și faptele sale au rămas adânc întipărite în memoria sărcienilor. Cei mai în vârstă sărcieni cu dragosre și nostalgie și-l amintesc. A sprijinit viața culturală și spirituală a satului și, după cum susține Ieromonah Ștefan Lupșici, a contribuit la menținerea identității românilor din acest sat. Și mai spune în continuare Ieromonah Ștefan Lupșici „Pe drept cuvânt se poate spune că datorită preotului Gherasim Andru, câțiva sărcienți ca bunăoară Ion Lăpădat, Ionel Miloș, Florin Ursulescu și Livius Lăpădat, au îndrăgit arta scrisului, respectiv limba română învățată aici, din biblioteca preotului și care le servea în meseria care au profesat-o, nu numai ca scriitori, dar și ca publiciști remarcați.”
Preotul Gherasim Andru a fost născut la 4 martie 1890 în comuna Chiscău, județul Bihor, România și a decedat pe data de pe 26 martie 1957 la Sărcia fiind înhumat în cimitirul satului. Datorită faptului că provine dintr-o familie de preoți, și tatăl și bunicul  au fost preoți, dânsul încă din frageda copilărie, în casa părintească, a primit o educație exemplară pe care a menținut-o până la moarte. Tot datorită faptului că provine din România unde și-a petrecut copilăria și unde s-a școlarizat, a avut ocazia să procure cărți și reviste și în felul acesta și-a format o bibliotecă bogată. Procurarea de cărți și reviste a continuat-o pe tot parcursul vieții, chiar și în acele timpuri când a fost foarte greu să ajungi la o carte. Bogat sa bibliotecă a pus-o la dispoziție elevilor și studenților, viitorii intelectuali ai satului. Nu cred să  fi fost un singur elev sau student și nu numai, să nu fi citit măcar o singură carte din biblioteca părintelui Gherasim Andru. Ca elevă în clasele I-IV a Școlii primare, de la preot am citit „Povești și povestiri” de Ion Creangă, „Din isprăvile lui Păcală”, „Gruia lui Novac”, „Basme” și multe, altele. Părintele a cunoscut bine programa școlară iar noi am primit doar cărți pe care dânsul ni le-a dat. De mai multe ori s-a întâmplat ca, la înapoierea cărților citite, să facem un scurt rezumat a celor citite. Atunci nu am înțeles de ce o face dar, cu trecerea anilor, mi-am dat seama că dânsul, pas cu pas a urmărit dezvoltarea noastră. Mulți dintre noi, la sugestia și insistența preotului, am fost trimiși la școlarizare, la Vârșeț. Pe timpurile acelea se gravita spre Vârșeț. Cu studenții sau elevii de la Cursul superior al Liceului sau a Școlii Normale a fost o altă poveste. Ei au primit întotdeauna cărțile dorite însă au avut și o obligație. Cu două săptămâni înainte de începutul noului an școlar au fost nevoiți să facă ordine în dulapurile cu cărți, aranjându-le după numerele cu care au fost înregistrate  apoi  să întroducă în registru cărțile nou procurate încât la orice oră să se știe ce carte unde se află.
Odată cu decesul soțului, doamna peroteasă Ana, a dat bunurile materiale ale familiei spre vânzare iar dânsa s-a stabilit la București la fiica Constanța. Printre bunurile materiale a fost și întreagă  bibliotecă. Profesorul dr. Radu Flora, pentru biblioteca Școlii Superioare de Pedagogie a cumpărat zeci de reviste „Viața românească”  și mai multe cărți, în dependență de banii de care a dispus școala. Cele mai multe și mai valoroase cărți au trecut în biblioteca satului Torac. Torăcenii dintotdeauna au știut să aprecieze cultura și respecte litera scrisă. Preoteasa Ana a făcut cadou câteva zeci de cărți bibliotecii parohiale din loc.
În anul 1958, clasele românești ale școlii au trecut în clădirea școlară fost germană, devenită acum Școală generală  cu limba de predare sârbo-croată unde a fost încadrat și ciclul I-VIII cu limba de predare română. Clădirea școlii românești a fost adaptată și deschis un magazin cu marfă combinată  iar astăzi un magazin alimentar.  
Așa s-a terminat o perioadă luminată din viața bisericii și a satului Sărcia.

## Livius Lăpădat: Păcate și păcătoși mărunți,  povestiri din judecătorie,
În anul 2008, a apărut încă o carte a cunoscutul publicist, Livius Lăpădat, avocat din Zrenjanin. Este vorba despre un volum de schițe umoristice întitulat:
Volumul despre care este vorba, cuprinde 62 de schițe umoristice scrise, după relatarea  autorului, pe parcursul anilor 1960 și până  în zilele noastre. Multe dintre ele au fost tipărite în publicațiile românești de la noi din țară dar și în cele sârbești. Tot după spusele autorului, dânsul nu a dorit să devină  publicist fiindcă s-a ocupat cu avocatura „o îndeletnicire mai cinstită și bănoasă“. Avocat fiind, materialul petru scris i-a fost în față. Atunci, cum să nu răspundă vocației?
S-a născut la Sărcia (Sutjeska) în anul 1934 unde a terminat patru clase de școală primară. La vârsta de 11 ani a fost „dus de acasă“ la Vârșeț, la Liceul român unde și-a continuat școlarizarea. Îndemnat de mama sa, a început să scrie, mai bine zis, să-și descrie viața de toate zilele în orașul străin. A tot scris și atunci când s-a făcut june și când și-a petrecut zilele de vacanță cu prietenii și colegii pe malurile Cimișului, când s-au înfiripat primii fiori ai dragostei, ai durerii dar când a plecat din sat declarând:
"Nu te-ntoarce-n satul nostru
Că e plin de câini și hiene
Și de amintiri pierdute
În noiam de buruiene."
Reîntoarcerea)
iar
"Copiii din curtea cu animale
care formează tabloul unei generații
au punctat o părticică din unuvers."
(Cerul)
Dar, s-a întors. A făcut poezii în care și-a amintit de părinți, de bunici, de satul natal,
"Un gând nebun se ascunde
în cuibul satului care se mai găsește
doar în mintea mea fermecată  de căutări."
(Întru apropierea satului natal) 
"Și nu mai știu cine sunt!
Iar drumurile pășite semeț
nu le mai pot alege."
(Dintre toți, cine sunt?)
Le-a aranjat într-o ordine oarecare și le-a tipărit în anul 2001 la Editura „Tibiscus“ din Uzdin într-un  volumul „Resămnări tomnatice“. Volumul conține 91 de poezii.
Tot în Edirura "Tibiscus" din Uzdin în anul 2006 a publicat „Piramide false“, roman autobiografic scris pe parcursul a aproximativ 60 de ani și care, din cauza unor teme tratate, nu a putut fi publicat mai devreme. A mai tipărit și „Comedii“, un volum cu patru comedii dintre cele opt pe care  le-a scris pentru necesitățile Trupei de teatru de amatori din Sărcia.
În editură proprie, în anul 2008, a tipărit volumul de povestiri din judecătorie, schițe umoristice, mai sus amintite.
Ca avocat s-a confruntat, zi de zi, cu probleme și procese care în marea lor măsură au conținut și momente umoristice. Cu o sensibilitate aparte, autorul le-a extras din mediu juridic, le-a dat haine literare făcându-le, în felul acesta, să trăiască o a doua viață, mai senină, mai fără griji. După proces, clienții merg cu avocatul lor la un pahar de băutură, un pahar de vorbă. Așa se face că acțiunea povestirilor se desfășoară în cafenele, în jurul lor sau grădini publice.
Sunt aci povestirile la care autorul lor, este prezent doar ca simplu privitor.
Așa:
Doi priteni care nici nu sunt prietanii, nici nu se cunosc „...amândoi rămân la bar, taciturni, amărâți și jigăriți așteptând victimele, convinși că este foarte greu să afli un adevărat prieten. Bine înțeles, prieten cu bani 
(A găsi un prieten)
sau în
Scrisoarea lui Nică către nevastă-sa în America după  agresiunea NATO)
„Draga mea nevastă! ...  Și dacă zicem de casă, să știi că trebuie reparată. Acoperișul trebuie reparat, zidurile trebuie tencuite, geamurile și ușile vopsite, toaleta trebuie reparată...  așa vreo trei mi și ceva de dolari, dar tu trimite vreo cinci mi,...
De mine, nu te îngrijora. Todorică  mă ajută, chiar și birtașul care, știi ce a zis, că eu și Todorică  suntem cei mai mari patrioți pe care dânsul i-a întâlnit și văzut. Că pot americanii să  ne pupu în cur, că ei ne-au distrus podurile iar noi le nimicim dolarii!
Te îmbrățișează al tău soț, Nică.
P.S. Poți trimite și cecuri, că  au început să le schimbe foarte avantajos“.
Sunt și povestiri în care autorul ia parte activă pe cum:
„Un prieten din opoziție m-a sfătuit să candidez la un post de deputat. ... Dar nu am candidat. Ce se făcea dacă mă alegeau. Nu mai puteam să critic pe nimeni. Ar trebui să spun clienților cât de bine este în țară, și oricât de bun avocat ași fi, ei n-ar înghiți asemenea minciuni. Era peste puterea și capacitățile mele de avocat să pot fi deputat.“
```
                                                                 (Carieră politică)
```

##### Altele se desfășoară în sala de judecată.
Este un vechi adevăr că omul la mânie nu știe și nici nu se controlează ce zice și ce face. Din păcate, lucrul ăsta estre foarte des confirmat la tribunal, în fața judecătorului. Și aici începe sfada.
...La plecare, Pali ieși ultimul din sala de ședințe, judecătorul mai zise cu bunăvoință:
-Vezi, mă, Pali, pentru o găină  acum amândoi trebuie să plătiți amenda vreo sută  de găini. Și mai cât trebuie să  dai avocatului!
- A, domnule judecător, răspunse Pali într-un moment de relaxare simțind că  procesul a fost inutil și absurd.  Avocatului i-am dat rațe!  era dispus să facă glume și plecă făcând din mână  ca tot omul rămas păgubaș.“
(Găina moartă și capetele sparte)
Sunt în total 62 de schițe umoristice scrise într-un stil aparte, un stil caracteristic domnului Livius Lăpădat, presărat cu regionalisme și expresii caracteristice graiului sărcian. Povestirile se citesc ușor și cu plăcere, te transpun, pentru moment,  într-o lume aparte crată de autor dar, care aseamănă și cu viața reală.

## Școala din Sărcia
Școala din Sărcia a fost școală confesional și a aparținut bisericii ca mai toate școlile din timpurile acelea. Biserica a avut în posesia sa două case. În casa parohială a fost o sală de clasă și locuința preotului. Ea s-a aflat, unde este și astăzi, lângă biserică. Casa care a aparținut școlii a avut o sală de clasă și locuința pentru învățător. Ea s-a aflat lângă casa parohială, la colțul străzii. Când, în anul 1958, clasele cu limba de predare română au fost încluse în cadrul Școali generale „Ivo Lola Ribar” cu limba de predare sârbo-croată, clădirea școlii românești a fost adaptată și deschis un magazin comerial. Din ce perioadă provin cele două case nu se știe exact. Este amintit anul 1928 doar se crede că provin de prin anii când a fost zidită biserica. După Primul Război Mondial, în anul 1920, școlile confesionale românești „au trebuit să se confrunte cu șovinismul sârbesc de stat, care le-a căutat să cedeze școlile și învâțământul confesional, statului”. (Ieromon Ștefan Lupșici) Parohienii sărcieni, sprijiniți de preotul Gherasim Andru, s-au opus cedării din care cauză școlile confesionale din Sărcia au fost, cu decret regal, închise un timp. S-a ajuns însă la un compromis. Parohia a cedat iar autoritățile de stat au fost datoare să plătească chirie pentru folosirea spațiului școlar. Acesta a fost unicul caz, în tot Banatul iugoslav, când statul a plătit chirie pentru cedarea edificiului școlar.
Înv. G. Ursulescu, soția Agata și înv.contractul Ș.Dumitrache cu echipa de folclor
Când este vorba despre învățământ, la Sărcia la început au existat școală cu patru clase iar mai târziu cu șase. Cursurile s-au desfășurat în orele de dimineață. Ele au continuat și în orele de după amează când au avut loc și activitățile libere pe cum folclorul și corul. Care au fost primii dascăli nu se știe dar se știe că prin secolul al XIX-lea s-a învățat în limba magheară și ceva, pe lângă biserică, în linba română. Învățătoarea care și astăzi se amintește, a fost dăscălița Bujorica. Despre dânsa se spune că a fost strictă  și exigentă dar capabilă. Se mai amintește și învățătorul Lungu.
După iscălirea Convenției școlare între Regatul româno-iugoslav din anul 1933, în anul 1935 la Sărcia vine învățătorul contractual Ștefan Dumitrache apoi din Ecica Gurie Ursulescu ca în anul școlar 1939/40 să vină Alexandru Maiogan. Dânșii au lăsat urme adânci în viața culturală a satului. Următorul dascăl a fost, fiul satului, Iosif  Lăpădat-Bagea. dar care, datorită  sistemului nou instalat, de șeful Securității (UDBA) a fost transferat într-un sat izolat din Bačka să învețe copii sârbi, rromi și români limba română. În locul lui a venit Ilie Jurjovan din Deliblata apoi, tot din Deliblata, Mărioara Rusovan căsătorită Miloș și Silvia Roșu din Uzdin. A mai fost aci angajat și un alt fiu al satului, Ion-Ioniță Rotariu apoi Nicolae Suciu și soția acestuia Olghița. Cei ptru, Ioniță și Mărioara (ambii până la pensie), soții Olghița și Nicolae (mai târziu au trecut la Panciova) au fost dascălii care cel mai mult s-au reținut în sat. Fiindcă învățământul s-a desfășurat în limba română, profesori pentru  acest obiect au fost numiți Miodrag Miloș, apoi Sidonia Pancaricean și mai târziu Todor Baloș. Profesor pentru matematică a fost Iosif Bulic. Acum numărul elevilor care frecventează cursurile cu limba de predare română simțitor scade, Cursul superior V-VIII se stinge rămânând doar ciclul I-IV. Învățătoarea clasei a fost Doina Bugar născută Lăpădat de naștere din Sărcia. Astăzi cursurile se desfășoară în cadrul unui singur despărțământ învățător fiind Daniel Ursulescu din Ecica.
Trebue să amintim că la Sărcia a funcționat și o grădiniță de copii. Educatoare a fost Emilia Rotariu iar cursurile s-au desfășutat în limba sârbă.
Dacă în acest text am vorbit despre școală și cadrele didactice, atunci putem spune că din această școală  au ieșit mulți elevi, viitori intelectuali, și nu numai, care au reprezentat și încă mai reprezintă cu cinste și fală satul din care fac parte. Provin de aici medici, ingineri, farmaciști, profesori, învățători, în special învățători în urma cărora stă o muncă asiduă și responsabilă, pe cum la Vârșeț, Alibunar, Uzdin, Torac și bineînțeles în satul lor natal, Sărcia.

## INTELECTUALII DIN SĂRCIA -o posibilă listă-
- VALERIU FOLEAN, născut în1912, arhitect, stabilit în România unde a și decedat
- IOSIF PANCARICEAN, născut în 1922, profesor în România unde a și decedat
- IOSIF LĂPĂDAT, născut în 1924, Facultatea de Farmacie, decedat la Șibenic
- PAVEL FOLEAN, născut în 1929, decedat în 1989, Facultatea de Economie, a fost stabilit la Vârșeț fiind înmormântat în cimitirul din Sărcia
- ION MILOȘ, născut în 1930, profesor, poet, traducător, stabilit în Suedia
- LIVIUS LĂPĂDAT, născut în 1934, Facultatea de Drept, avocat, stabilit la Zrenjanin
- PETRU ROTARIU, născut în 1938, Facultatea de Agricultură, stabilit la Uzdin
- Dr. IOSIF PANCARICEAN, născut în 1940, Facultatea de Medicină, stabilit în Canada
- IOSIF BULIC, născut în 1940 decedat în 1987, Facultatea de matematică, înmormântat în cimitirul din Sărcia
- CONSTANȚA ZUBAC, născută Miloș în anul 1942, Facultatea de Farmacie stabiltă la Zrenjanin
- Dr. STELUȚA PANCARICEAN, născută în 1948, Facultatea de Medicină, stabilită  în SUA, Florida
- TRAIAN PANCARICEAN, născut în 1956, Facultatea de drept, stabilit în Sărcia, avocat
- Dr. MĂRICA LĂPĂDAT, născută în 1952, Facultatea de Medicină, stabilită  în București
- Dr. IOSIF  LĂPĂDAT, născut în 1970 , Facultatea de Stomatologie, stabilit în Brașov, România
- IONEL LĂPĂDAT, născut în 1944, Facultatea de Arhitectură, stabilit la Panciova
- ZORICA MUNTEAN născută Pancaricean în 1945, Facultatea de Filologie, limba sârbă și literatura iugoslavă, ziaristă la Radio Novi Sad, stabilită în Novi Sad.
- TIBERIU LĂPĂDAT, născut în 1952, Facultatea de Filologie, limba și literatura română, ziarist la Libertatea, stabilit în Panciova
- GICU MILOȘ, născut în 1953, Facultatea de Drept stabilit în Sărcia
- MARIN JIVOIN, născut în anul 1971, Facultatea de Agricultură, stabilit la Sărcia
- NENAD TADICI, născut în 1963, Facultatea de Agricultutră, stabilit în Sărcia
- IOSIF OPELȚ, născut în 1960, Facultatea de Filosofie, grupa istorie, stabilit la Zrenjanin
- Mr. MIRCEA JIVOIN, născut în 1977, Facultatea de Automatică și Calculatoare, stabilit în Canada
- CONSTANTIN PANCARICEAN, născut în anul 1979, Facultatea de Informatică, stabilit la Sărcia
- MĂRIA  PEJIĆ, născută Mioc în 1982, Facultatea de Informatică, stabilită la Belgrad
- FLORIN URSULESCU, născut în 1938, a terminat Școala Superioară de Pedagogie, grupa matematica, profesor și ziarist, stabilit la Novi Sad
- ION PANCARIEAN, născut în 1941 decedat în 2000, Școala Superioară Administrativ-juridică, jurist, înmormântat în cimitirul din Sărcia
- OLIMPIA PANCARICEAN, născută Jivoin în 1941, Școala Superioară de Pedgogie, profesor de limba și literatura română, stabilită în Plandiște
- LEVI-COCOLIN JIVOIN, născut în 1943, Școala Superioară de Pedagogie, grupa Educația fizică și sport, stabilt în Požarevac
- VIORICA PETRUȚ, născută Jivoin în 1946 și decedată în 2009 la Sân-Ianăș,  Școala Superioară de Pedagogie, grupa biologie și chimie. Este înmormântată în cimitirul din Sân-Ianăș
- ION  PANCARICEAN, născut în 1950, Școala Superioară Tehnică, stabilit în Sărcia
- MINUȚA GROZDANIĆ, născută Murărescu în anul 1968, Academia Pedagogică, stabilită la Vârșeț
- DOINA BUGAR, născută Lăpădat în anul 1966, Academia Pedagogică, stabilită  în Ecica
- LIVIA JOVANOVICI, născută Folean în 1979, Școala Superioară de Agricultură, stabilită în Sărcia

Școala Normală au terminat-o mai mulți sărcieni pe cum: SOFIA OALĂ Jdicu, ION OALĂ, ION-IONIȚĂ ROTARIU, IOSIF LĂPĂDAT-BAGEA, LIVIA BRENICI Marina, ANUȚA PANCARICEAN Groza, PETRA PANCARICEAN Baba, BUJOARA JIVOIN Gruiescu, SOLOMON MIOC, LUCIA PANCARICEAN  Petrovici, VICTORIA ROTARIU  Dajdea dar sunt și dintre acei sărcieni care au terminat Liceul și alte școli de specialitate la Vârșeț. Lista nu este completă și neapărat trebuie să  menționăm faptul că, în ultimul timp, aproape toți tinerii și tinerele din Sărcia au terminat o școală medie fie la Zrenjanin, Sečanj dar și în România.

## SĂRCIA DE MAI TÂRZIU
Când este vorba despre viața și activitatea oamenilor din sat, se poate spune că ea s-a desfășurat în mod normal. Ocupația de bază a fost agricultura. Munca câmpului nu a fost ușoară. S-a arat cu caii, apoi s-a semănat iar grâul s-a cosit cu coasa, s-au făcut poloage. Mai târziu au ajuns mașinile de secerat și teierat grâul. Peste săptămână s-a muncit din greu iar duminia s-a mers la biserică și obligator, după prânz, la joc. Jocul s-a făcut în curtea bisericii fie iarnă, fie vară și a fost prezent întreg satul. A cântat fanfara „lu Bubulesa”   înființată în 1929 și taraful „lu Nuțu și Tucu Iambor”. Apoi a venit războiul. După răzbi, jocul s-a făcut la „Uniune”.  „Uniunea” a fost o casă veche cu mai multe încăperi care s-a aflat pe locul Căminului Cultural de astăzi și unde și-au desfășurat activitatea secțiile pe cum fanfara, corul, folclorul etc. A fost aci și bilioteca satului care, după mai mulți ani a luat foc. Nu se știe cum. Poate ecourile târzii ale celor întâmplate în mai multe sate pe cum Mărghita, Barițe, Petrovăsâla și altele când, în anul 1944, la instalarea conducerii noi, în dorința să  se întrerupă orice legătură cu trecutul, s-au ars arhivele și cărțile vechi, în special bibliotecile parohiale unde s-au păstrat documente importante legate de sat cu scopul de a se promova doar ce-i nou. A mai existat aci și o sală unde s-au ținut, la nevoie, întruniri de partid, s-au  prezentat filme și făcut serbări cu diferite ocazii. Afară a fost și un spațiu destul de larg cu copaci frumoși și loc potrivit pentru joc.  Biserica este vis-a-vis, casa  parohială și fosta clădire a școalii iar în casa „lu Boașcătă”, confiscată dealtfel, a fost înființată Cooperativa agricolă aci, și pe mai departe, a continuat să fie centrul satului.
Când este vorba despre forma satului, trebue să amintim că  are o stradă lungă ce duce spre Timiș și patru perpendiculare care, cu cât se merge spre sud, se scurtează. În sat au existat patru cișmele, una în Socacul al mare, în fața locuinței preotului Gherasim Andru , alta în fața prăvăliei lu Nucu, între strada a doua și a treia, una în colț la Pătru Moarcea și a patea  în Cărtiz. Acum există una, în strada a treia. Au existat și două  fântâni pentru adăpatul vitelor. Una a fost în vale, între strada a treia și a patra iar cealaltă la capătul satului, tot în vale, spre Timiș. Au mai existat aci vreo zece case frumos așezate într-o stradă în care au trăit tot atâtea familii și care, cu timpul, au fost părăsite. Locuitorii lor au decedat sau s-au mutat în străzile de sus ale satului. Aci ,în vale, a fost și casa lui Nuțu lăutașu care duminile, cum a luat-o de acasă și până la „Uniune”, în drum i s-a alăturat și Tucu Iambor, în acordurile violinei și clarinetului care au răsunat peste sat, au anunțat că începe jocul. În sat au mai existat două prăvălii, la Nucu și după război la Iancu Ștainăr (în fosta prăvălie a lui Sotrel) ca mai târziu să se deschiă și altele. Au existat și două cafenele, la Boabe și Ciaica Covaciu unde a funcționat și o covăcie (fierărie). O cafenea care s-a aflat chiar pe punctul de despărțire a celor două Sărcii a fost „bertul lui Sima”. A funcționat și înainte de război și în timpul lui dar și după, până prin anii 70-80, când a decedat Sima. În această cafenea bărbații, la un phar de țuică,  au dezbătut mai toate evenimentele importante legate de sat. Aci s-au luat și unele hotărâri politice importante în special când în sat a activat Securitatea(UDBA).
Dacă am amintit meseriile și meseriașii, trebuie să mai adăugăm că o covăcie(fierărie) a funcționat în colț, la Crăciun iar Andrian Dorojan s-a ocupat cu tălpuitul năticacilor și facerea diferitor feluri de opinci. Au existat femei care au tors și  țesut la comandă. În anii grei ai  războiului, în lipsă  de alt material,  s-au purtat poale și izmene din fuior care s-au confecționat în case. Costumația de duminica și sărbători, poale, cotrințe, bluze și șaluri din mătasă sau organdin, pentru fetele tinere și neveste, le-a cusut Doamna Iren a lu domnu Ionel, la oraș(Zrenjanin).
În anul 1869 ambele Sărcii au avut 2838 de locuitori dintre care 1606 români iar ceilalți au fost nemți și alte naționalități.
După războiul al II-lea Mondial, populația de naționalitate germană a fost nevoită să părăsească satul iar în casele lor au venit coloniști din Bosna, Herțegovina și Dalmația. Ei au format jumătate din populație. Satul acum primește numele de Sutjeska. În anul 1948 au fost 2667 de locuitori dintre care 1404 sârbi, 1062 români și alții ca apoi mereu să scadă numărul locuitorilor, în special al românilor. După recensământul din anul 2002 au fost 1776 dintre care 1046 sârbi și 491 de români.
Multe s-au schimbat în sat. Pe parcursul anilor întreg satul a fost electrificat, prin strada principală trece drumul asfaltat care leagă cele două centre urbane Zrenjanin-Vârșeț. Drumurile prin străzi au fost asfaltate iar pe lângă case, trotuarele betonate. Au ajuns și telefoanele. Primul telefon l-a avut Erne  Maroc încă în anul 1922 iar fiica acestuia, Dudica, a avut un studio de fotografiat unde, dar  și în parcul casei de o frumusețe rară, a făcut fotografii calitative care se mai află  și astăzi în unele case ale sărcienilor. S-a întrodus și gazul natural. În sat există o infirmierie cu medic, stomatolog și farmacie, serviciu poștal, prăvălii, brutărie și cafenele. Mai există și apeduct. Moara cu vapori de apă a lui Maroc, înființată în 1889, își continuă activitatea, tot în posesie privată, iar fosta Cooperativă agricolă „Zelengora”  la fel este privatizată. Izlazul și Bara afundă care s-au albit de cârduri de gâște și rațe, nu mai există. Aici se întinde acum o pescărie modernă care angajează zeci de muncitori. Țiglăria de asemenea nu mai funcționesză. Nu se mai face nici  jocul tradițional. Nu există nici preot în sat. Slujbele religioase le oficiază  cei doi preoți, protopop Petru Drăghicescu din Torac și preot Gabriel Bandu din Ecica. Dar, să nu ne lăsăm copleșiți de nostalgie și să adăugăm că în sat își desfășoară cu succes activitatea S.C. „Frăție și unitate”, la școală  de asemenea, cu succes, activează Secția de recitatori în limba română și sârbă, există și viață sportivă bogată.  Întâlnirea scriitorilor la frontieră, își desfășoară  activitatea și la Sărcia. Ani de zile a activat și Secția de teatru de amatori iar sărcienii, cu succes, au organizat două ediții ale Festivalului de Folclor și Muzică Populară și o ediție a Festivalului copiilor etc., etc.
Echipa de folclor în joc, conducător Gurie Ursulescu  
Vântul suflă, vorbele zboară iar litera scrisă rămâne
ceva despre intelectualii sărcieni-fragmente-

#### Un sărcian despre care trebue neapărat să se spună câte ceva este Valeriu Folean.
Valeriu Folean „a lu Ciaica Covaciu” s-a născut la Sărcia în anul 1912. După ce a terminat patru clase primare și-a continuat școlarizarea în România. A făcut Facultatea și a obținut licența și titlul de inginer arhitect. Când, în anul 1967 s-a întâmplat cutremurul în România dânsul, ca arhitect cunoscut și recunoscut, a făcut parte din grupul de specialiști care au fost angajați la alcătuiea planului de reconstruire a orașului Timișoara. A fost stabilit în acel oraș dar, până i-au permis puterile, a venit în fiecare concediu de vară la Sărcia. L-a adus aci copilăria fericită  pe care a avut-o alături de părinți și fratele Iosif dar și, așa cum a zis, apele limpezi al Timișului în care a făcut baie. A decedat la Timișoara.     

În anul școlar 1941/42, la Liceul Real de stat din Vârșeț, secția în limba română (pe lângă ciclul I-IV), cursurile încep și cu ciclul V-VIII cu 13 elevi în clasa a V-a, 14 în clasa a VI-a, 7 în clasa a VII și 14 în clasa a VIII-a și care vor urmări cursurile în limba română. Despre acești 14 elevi și un profesor al lor mi-a vorbit d-l Tiberiu Petcu economst în pensie din Vârșeț și cel care a frecventat cursurile clasei a VIII-a de liceu deci, a primei generații care a terminat Liceul în limba română.

Printre cei 14 elevi care au frecventat cursurile în limba română,  s-a aflat și un sărcian. Este vorba de Iosif Pancaricean.    
Iosif Pancaricean „a lu Icu lu Gazda Iancu” s-a născut la Sărcia în anul 1922. Primele patru clase primare le termină  în satul natal ca să își continue școlarizarea la Liceul Real de stat din Vârșeț. Cele patru clase de liceu la termină în anul școlar 1937/38 luându-și cu succes micul bacalaureat sau Matura mică cum s-a spus pe atunci.  Până în anul școlar 1941/42 la Liceu au funcționat numai patru clase de curs inferior în limba română, elevul Iosif  Pancaricean înscrie cursul superior al Liceului în limba sârbă. Când, în anul școlar 1941/42, se deschide cursul superior cu limba de predare română, alături de încă  13 colegi înscrie clasa a VIII-a și promovează cu succes bacalaureatul sau Matura mare. Odată cu absolvirea Liceului, continuă  studiile în România pregătindu-se pentru profesia de profesor și munca în învățământ. Se stabilește în România și nu mai revine în satul natal.
A mai adăugat domnul Tiberiu Petcu că, pentru generațiile viitoare, neapărat trebue să amintim și numele profesorului MUCUCEANU TRAIAN.

Traian Mucuceanu  a fost de origine din Ecica. După tată  a fost român iar mama i-a fost nemțoaică. A fost angajat ca profesor de limba română la Liceul Real de stat din Vărșeț. Datorită  relațiilor pe care le-a avut și a muncii depuse, lui îi revin toate meritele pentru  deschiderea ciclului V-VIII în limba română  dar, într-un fel oarecare, și pentru existența Liceului de astăzi. Din cauza unor orientări politice însă, a fost executat în anul 1944.
Iosif Lăpădat, „a lu Luca” s-a născut în anul 1924.  Primele clase primare le termină în satul natal ca  în anul școlar 1935/36 să înscrie clasa I de liceu, secți  în limba română. După cei opt ani de școlarizare, și-a luat bacalaureatul sau Matura mare și a înscris Facultatea de Farmacie în România pe care a  absolvit-o devenind farmacist licențiat. Ultimii ani ai vieții i-a petrecut la Șibenic unde a și decedat.

Trebuie menționat faptul că, în anii războiului școlarizarea a fost foarte anevoioasă fie din lipsă de cadre sau din lipsă de spaiu. Clădirea Liceului și a Internatului român  au fost tranaformate în cazarmă pentru trupele germane iar orele s-au desfășurt în case particulare sau cafenele. În mai multe rânduri cusursurile au fost prescurtate sau cu diferite întreruperi. Indiferent de greutăți, toți cei care au înscris Liceul l-au și terminat. 

Pavel Folean „a lu Nucu” este născut în anul 1929. La Sărcia a terminat patru clase primare iar Liceul l-a făcut la Vârșeț. La Belgrad a terminat Facultatea de Economie. Pe parcursul anilor, a fost angajat în mai multe Organizații de muncă (termenul de atunci). Ultima funcție pe care a îndeplinit-o a fost la locul de director al Băncii vârșețene (actuala Erste bank) cu sediul la Vârșeț  și filiala la  Plandiște. A trăit la Vârșeț și a decedat în anul 1989 fiind înmormântat în cimitirul de la Sărcia. 

Ion-Nicu Lăpădat „a lu Luca” a fost născut în anul 1928 la Sărcia. După ce a terminat primele clase primare și-a continuat școlarizarea la Liceul din Vârșeț. Ca să termini Liceul sau Matura mare, cum s-a spus atunci, a însemnat ceva dar când pe deasupra mai ești și talentat înseamnă ceva în plus. Acest plus l-a avut Nicu. Cum în timpurile acelea Casa de Editură și Presă  „Libertatea” a avut sediul în Vârșeț, Nicu imediat a fost angajat aci ca lector al ziarului. La acest loc de munc a funcționat, cu succe, ani de zile. Când „Libertatea” a trecut la Panciova, lucrurile s-au schimbat și dânsul a fost nevoit să își caute alt loc de muncă. Toți anii aceștia a fost stabilit la Vârșeț unde a și decedat.                                         

Un alt sărcian despre care merită să spunem câteva cuvinte este Ion Lăpădat „a lu Coliță Forga”. Și-a început și el școlarizarea la Sărcia ca să o continue la Liceul din Vârșeț. Din diferite motive însă,(anumite norme și reguli stricte care au domnit) nu a reușit să termine decât 6 clase. Faptul că  nu a terminat Liceul nu l-a împiedecat să fie angajat la diferite locuri de muncă cu responsabilitate. Ultimul loc de muncă  a fost la funcția de Comandant al Stației de Poliție din Alibunar. A decedat, acum treizeci și ceva de ani, într-un accident de circulație pe relația Alibunar-Vârșeț ca să își doarmă și el somnul de veci în cimtrirul din Sărcia.
Trebue neapărat să amintim faptul că, Ion Lăpădat a avut înclinații spre litera scrisă, a scris versuri și proză dar nu a rămas, în urma lui, nimic publicat. 

Sofia Oală este născută în anul 1914 în America, orașul Detroit unde i-au fost părinții care dealtfel sunt de origine din Sărcia. După revenirea lor în satul natal, dânsa îți continuă școlarizarea la Școala Normală în România. Odată cu terminarea școlii și revenirea în țară, a fost repartizată ca învățătoare la școala din Grebenaț unde a funcționat până la pensionare. A fost căsătorită cu preotul Tiberiu Jdicu. Sofia Jdicu trăiește la Grebenaț. 

Iosif Lăpădat-Bagea a fost născut în anul 1919 la Sărcia unde a terminat patru clase primare iar restul de încă două clase le-a făcut la Iașa Tomić (Modoș). Înscrie apoi Școala  Normală la Craiova, România pe care a absolvit-o cu succes. După  absolvirea școlii se angajează ca dascăl în satul natal. Ca toți dascălii sărcienți, și-a dat un aport aparte la dezvoltarea vieții culturale și amatoricească a satului. Când, în anul 1952, după un articol apărut în cotidianul „Politica”  din Belgrad, a ajutat consătenii și familia cu sfatul și scrierea cererilor pentru restituirea pământului confiscat,  șeful Securității (UDBA) drept pedeapsă l-a transferat la Bački Monoštur (în nordul Bačkăi) ca să învețe copii sârbi, rromi și români limba română. După patru ani a fost reabilitat și trimis la Iankov Most (Iancaid). După ce a fost reabilitat complet, s-a stabilit la Uzdin, satul de naștere al soției Florica unde a rămas până la deces, în anul 1982. Doarme somnul de veci în cimitirul satului Uzdin. 

Ion-Ioniță Rotariu a fost născut în anul 1926  la Sărcia și a decedat în anul 1987. A terminat primele clase primare în Sărcia iar cursul inferior, adică Matura mică  la Liceul din Vârșeț  și apoi Școala Normală ca ulterior să termine și Academia Pedagogică. Primul loc de muncă i-a fost la Petrovăsâla  apoi la Sân-Mihai (Locve). După câțiva ani, obține loc de muncă în satul natal Sărcia, unde funcționesză până  la pensionare. Doarme somnul de veci în cimitirul satului. 

Ion Oală a fost născut în anul 1928 la Sărcia. Primele clase primare le face la Sărcia iar la Vărșeț termină Școala Normală apoi ulterior  și Academia Pedagogică (Legea despre învățământ a impus învățătorilor cu Școală Normală, completarea studiilor). Funționează ca învățător în mai multe localități ca să se stabilească la Uzdin unde rămâne până la pensionare. Doarme și dânsul somnul de veci în cimitirul Uzdinului. 

Anuța Pancaricean este născută la Sărcia în anul 1930. În satul natal face primele patru clase primare iar la Vârșeț Matura mică și apoi Școala Normală. Conform legii despre învățământ, termină și Academia Pedagogică. Se angajează ca învățătoare la Torac. Ca fiecare învățător din timpurile acelea, se încadreasză  în viața și activitatea culturală a școlii dar și a satului. Ani de zile a condus echipa de folclor a școlii dar și a celei din sat. A fost căsătorită cu Victorian Groza. Anuța Groza trăiește la Torac.   

Petra Pancaricean este născută la Sărcia în anul 1932. După  cei patru ani de școlarizare în satul natal, la Vârșeț a terminat Matura mică apoi Școala Normală și ulterior Academia Pedagogică. A fost repartizată ca învățătoare la Seleuș. S-a căsătorit cu Păun Baba și împreună s-au stabilit la Alibunar. Petra Baba a funcionat, ani de zile, la Școala generală din Alibunar dar a fost activă pe teren cultural și politic și în cadrul satului. A decedat la Alibunar. 

Livia-Leana Brenici este născută la Sărcia în anul 1933 unde a terminat primele clase de școală primară. La Vârșeț  a terminat cursul inferior al Liceului adică, Matura mică după  care a înscris Școala Normală. Odată cu absolvirea școlii, se angajează la Voivodinț apoi la Straja unde funcționează  câțiva ani. Se căsătorește cu Coriolan Marina și se stabilesc la Vârșeț. Primește loc de muncă la Școala generală  „Olga Petrov Radišić“ unde, ani de zile în cadrul orelor de aplicație, a fost mentor elevilor de la Școala Normală care și-au făcut partea practică aci. Livia Marina trăiește la Novi Sad. 

Bujoara Jivoin este născută la Sărcia în anul 1935. Așa cum a fost pe timpurile acelea, și dânsa termină patru clase primare în satul natal apoi înscrie Liceul din Vârșeț unde termină  Matura mică apoi Școala Normală. Odată cu absolvirea școlii, se angajează la Uzdin. Între timp se căsătorește cu George Gruiescu și se stabilesc în Torac. Aci, ca învățători, funcționează  o perioa de mai mulți ani. Părăsesc apoi satul și pleacă în Canada. Bujoara Gruiescu trăiește în Kitchener, Canada. 

Lucia Pancaricean a fost născută în anul 1940 la Sărcie și a decedată în 2009 la Belgrad. Termină și ea clasele primare la Sărcia iar Școala Normală la Vârșeț. După terminarea școlii se angajează la Școala generală din satul natal. Prin căsătoria cu Sima Petrovici se stabilește la Torac dar în curând pleacă la Belgrad unde vor rămâne întreagă viață. Lucia Petrovici a decedat la Belgrad fiind înhumată în Cimitirul nou al Belgradului.  

Solomon Mioc este născut în anul 1940. Termină și el clasele primare în satul natal iar Școala Normală la Vârșeț. Pe parcursul vieții s-a ocupat, în general, de activitatea culturală în cadrul Comunei Sečanj. 

Victoria Rotariu este născută în anul 1941. Clasele primare le termină în satul natal iar Școala Normală la Vârșeț. După terminarea școlii se angajează la Școala generală din Locve (Sân-Mihai). Se căsătotește cu Iosa Dajdea și după câțiva ani pleacă în Australia. Victoria Dajdea astăzi trăiește în Australia. 

Note: 

FELIKS MILLEKER, Cronicile comunelor în Bantul de sud, Caietul lui Millekr nr. 6

COSTA ROȘU, ALMANAHUL LIBERTATEA 2009 

COSTA ROȘU, Bisericile românești din Banatul sârbesc și la sud de Dunăre, ALMANAH, Libertatea, 2009                                                 
Dr. SLOBODAN ĐURIČIĆ, Localitățile Banatului,  caracteristici geografici

Ieromon ȘTEFAN LUPȘICI, Viața și activitatea Părintelui Protepop  Gherasim Andru (1890-1957), Floare de latinitate, nr. 4-5 2006
1. ↑  , Republicki geodetski zavod[*] http://web.archive.org/web/20160530172604/http://www.rgz.gov.rs/upload/web/Spisak%20KO-20150521.zip, arhivat din original la 30 mai 2016 Lipsește sau este vid: |title= (ajutor)